# Józef Dobosz
Józef Dobosz (ur. 10 stycznia 1959) – polski historyk mediewista, nauczyciel akademicki, profesor nauk humanistycznych i wykładowca Uniwersytetu im. Adama Mickiewicza w Poznaniu.  

## Życiorys
Ukończył studia historyczne na UAM i uzyskał stopień magistra w 1982. Następnie zatrudniony w Instytucie Historii UAM jako asystent, później jako adiunkt, a od 2013 jako profesor zwyczajny (od 2019 jako profesor). W 1991 uzyskał stopień doktora na Uniwersytecie im. Adama Mickiewicza w Poznaniu. Habilitował się na tej samej uczelni w 2002. W 2012 otrzymał tytuł naukowy profesora. Od 2008 do 2012 prodziekan ds. dydaktycznych Wydziału Historycznego UAM. Jest również kierownikiem Pracowni Bohemistycznej UAM (od 1 stycznia 2020 Zakładu Historii Europy Środkowej i Południowo-Wschodniej). Od 1 września 2012 do 30 września 2019 dyrektor Instytutu Historii UAM. Od 1 stycznia 2020 do 30 września 2024 dziekan Wydziału Historii UAM.
W 2024 został wyróżniony Złotym Medalem Polskiego Towarzystwa Historycznego

## Książki
Źródło: 
- Działalność fundacyjna Kazimierza Sprawiedliwego (1995)
- Monarchia i możni wobec Kościoła w Polsce do początku XIII wieku (2002)
- Kazimierz II Sprawiedliwy (2011)
- Dzieje Gniezna (red. J. Dobosz) (2016)